# Хейгуд, Амелия
Амелия Хейгуд (англ. Amelia Haygood, урождённая Амелия Да Коста Стоун; 15 июля 1919, Гейнсвилл, Флорида — 19 марта 2007, Санта-Моника, Калифорния) — американский продюсер звукозаписи, основательница независимого звукозаписывающего лейбла Delos Records.
По образованию историк и правовед, училась в Сорбонне. Работала редактором в комитете по культурному и научному сотрудничеству Государственного департамента США. Выйдя замуж за психолога Дугласа Хейгуда (1943), получила дополнительный диплом психолога, работала в области психологической реабилитации ветеранов Второй мировой войны.
В 1973 г. основала компанию Delos Records для поддержки американских исполнителей академической музыки, недостаточно востребованных индустрией звукозаписи (в частности, дирижёра Джеймса Де Приста и клавесиниста Малкольма Гамильтона). Со временем важное место в продукции Делоса стали занимать альбомы классической музыки, специально подобранные для детской и юношеской аудитории и преследующие цели популяризации и просветительства. Лицо Делоса в значительной степени определялось его вице-президентом, пианисткой Кэрол Розенбергер, ставшей близким другом Хейгуд после того, как медико-психологическая помощь Хейгуд помогла Розенбергер справиться с последствиям полиомиелита и вернуться к концертной деятельности.